# Quilate Antiguo
Quilate Antiguo är en ort i Mexiko.   Den ligger i kommunen Altotonga och delstaten Veracruz, i den sydöstra delen av landet, 230 km öster om huvudstaden Mexico City. Quilate Antiguo ligger 663 meter över havet och antalet invånare är 187.
Terrängen runt Quilate Antiguo är huvudsakligen kuperad, men söderut är den bergig. Runt Quilate Antiguo är det ganska tätbefolkat, med 129 invånare per kvadratkilometer. Närmaste större samhälle är Misantla, 13,9 km nordost om Quilate Antiguo. Omgivningarna runt Quilate Antiguo är en mosaik av jordbruksmark och naturlig växtlighet.